# Zoma dibaiyin
Espèce
Zoma dibaiyin est une espèce d'araignées aranéomorphes de la famille des Theridiosomatidae.

## Distribution
Cette espèce se rencontre en Chine au Yunnan et au Japon,.

## Description
La femelle holotype mesure 1,84 mm et le mâle paratype 1,35 mm.

## Publication originale
- Miller, Griswold & Yin, 2009 : The symphytognathoid spiders of the Gaoligongshan, Yunnan, China (Araneae, Araneoidea): Systematics and diversity of micro-orbweavers. ZooKeys, no 11, p. 9-195 (texte intégral).